# Radiokaka

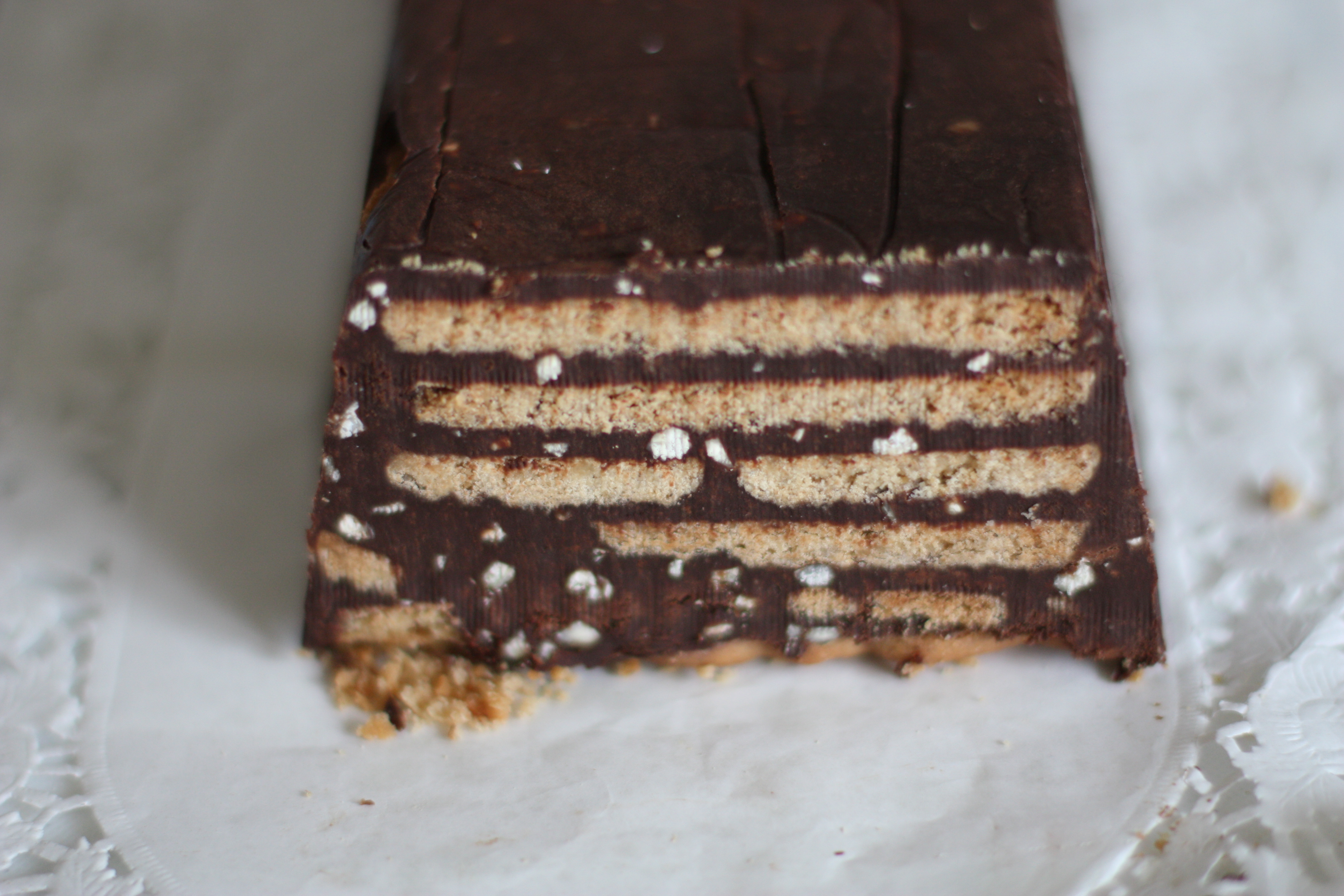
Radiokaka

Radiokaka, även kallad kexkaka, ischokladkaka, danskchokoladkaka, automobilkaka, källarkaka, radiotårta och lördagskaka, är ett bakverk. Radiokaka består av lika delar Mariekex och chokladsmet med kokosfett (likt ischoklad). Dessa ingredienser varvas i en avlång bakform och ställs sedan i kylskåp några timmar för att stelna. Den färdiga kakan skivas som en sockerkaka eller brödlimpa.

## Historia
Det finns olika teorier kring varför kakan kallas radiokaka.
En teori som nämns i TV-programmet Historieätarna på SVT är att den lanserades i radions barndom på 1920-talet med fördelen att den kan ätas ljudlöst, utan att det knaprar, vilket var en fördel när man lyssnade på radio med hörlurar och ljudsvaga kristallmottagare. Med samma argument gjordes reklam för bananer som "traktering vid radiokalas".
En teori enligt radioprogrammet Zimmergren & Tengby i Sveriges Radio är att den fick sitt namn i samband med att receptet förmedlades i radioprogrammet Karusellen med Lennart Hyland på 1950-talet. Zimmergren & Tengby ifrågasatte teorin att Mariekex kan ätas ljudlöst. Enligt teorin ska kakan ha funnits sedan tidigare, men under andra namn än "radiokaka".
En anledning till att den kallas radiokaka kan vara att den ser ut som forna tiders radioapparater, med sina högtalargaller, när man skär upp den. Den fanns med 1951, när ICA-kuriren publicerade Mina bästa knep, goda råd från husmor till husmor.[källa behövs] Under 1980-talet fanns receptet med i kokboken Sju sorters kakor.
I ett nummer av Dagens Nyheter 1933 publicerades följande text: "... eller en radiokaka, en sån där med käx och choklad och kokosfett".